# Pârâienii de Sus
Pârâienii de Sus – wieś w Rumunii, w okręgu Vâlcea, w gminie Livezi. W 2011 roku liczyła 353 mieszkańców.